# 克拉倫斯 (伊利諾伊州)
克拉倫斯（英語：Clarence）是位於美國伊利諾伊州福特縣的一個非建制地區。該地的面積和人口皆未知。

## 地理
克拉倫斯的座標為40°27′50″N 88°58′15″W / 40.46389°N 88.97083°W，而該地的平均海拔高度為232米（即761英尺）。